# Reggenza di Tapanuli Meridionale
La reggenza di Tapanuli Meridionale (in lingua indonesiana: Kabupaten Tapanuli Selatan) è una reggenza dell'Indonesia, situata nella provincia di Sumatra Settentrionale.